# اللوبيون
«لللوبيون» (أو الليبيين قبائل ليبيا القديمة قبل وصول الفينيقيين بين المحيط الأطلسي وطرابلس .وقد عاش الشعب الليبي في ظل الحضارات البونية ، الفينيقية ورومانية ، تهميشا يصل أحيانا إلى حد العنصرية ، في جزء منه واللوبيون هم أسلاف الأسرة البربرية الحالية ومخاليط (قضايا الزواج أو التثاقف).

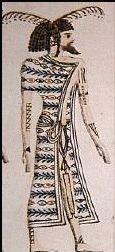
رسم ليبي مسقط لـ سيتي الأول

 لا علاقة للامازيغ او معدومين الهوية للالصاق في تاريخ ليبيا العريق